# Ђурађ Сремац
Ђорђе Сремац (око 1490 — после 1548) је био угарски хроничар, капелан Јована Запоље и аутор "Посланице о пропасти Угарског краљевства", најзначајнијег извора за српску историју у првој половини 16. века.

## Биографија
Рођен је у Каменици (данашња Сремска Каменица) око 1490. године. Отац му је био власник свратишта. Школовао се у Футогу и Алба Јулији (Ердељски Београд) где је постао свештеник. Присуствовао је сахрани Беатриче Франкопан, удовице Иваниша Хорвата (1509. или 1510. године). Обављао је функцију капелана Фрање Перењија боравећи у Великом Варадину, након чега ступа у службу Андрије Баторија. Са војском га је Андрија послао 1521. године у помоћ опседнутом Београду. Град је пао под Турке пре доласка Ђорђа Сремца. Следећу зиму је у служби Јакова Банфија Таловца. Потом је у Будиму дворски капелан Лајоша II, последњег угарског средњовековног владара. Није учествовао у Мохачкој бици (29. август 1526) када је Сулејман Величанствени нанео пораз Лајошу који је остао да лежи на бојном пољу. Преносио је краљевске реликвије из Будима у Пожун, а након Сулејмановог повлачења постаје капелан Јована Запоље. Запоља је крунисан за угарског краља, насупрот Фердинанда Хабзбуршког. Ђорђе остаје уз Јована до његове смрти. Био је и међу пољским најамницима Јована Запоље. Лично је присуствовао бици код Токаја (27. септембар 1527. године) када је безуспешно наговарао грађане Кошица да пристану уз Запољу. Следећих осам месеци је са Запољом у Пољској, као избеглица. Запољи су Турци помогли да се учврсти у Угарској. Учествује у одбрани Будима од напада Фердинанда Хабзбуршког. Након смрти Јована Запоље (1540), Турци освајају градове од Печуја до Будима и Острогона, чему Ђорђе лично присуствује. Прелази са Изабелом у Ердељ где пише своје дело Epistola de perdicione regni Hungarorum које је штампано 1857. године. Потом одлази у Беч где је и умро после 1548. године.

## Дело
Дело Ђурђа Сремца под насловом "Посланица о пропасти Угарског краљевства" (Epistola de perdicione regni Hungarorum) објављено је као прва свеска Monumenta Hungariae historica у серији Scriptores представља значајан извор за српску историју у првој половини 16. века. Сачуван је рукопис који се чува у Националној библиотеци у Будимпешти у збирци латинских рукописа, под бројем 4020. Ђорђе је описивао догађаје од 1484. до 1543. године, а највише података даје за период након Мохачке битке. О самој бици на Мохачу, његови подаци нису поуздани. Матерњи језик био му је мађарски, а његов латински има доста грешака. У тексту је доста српских и мађарских речи. Дело које је писао Ђорђе Сремац делом је мемоар. Ђорђе пише о догађајима којима је сам присуствовао или о догађајима које су му описивали учесници. Српско издање је Ђорђево дело доживело 1987. године у издању Српске књижевне задруге.